# Chokri Belaïd
Chokri Belaïd, född 26 november 1964 i Jebel Jelloud, guvernementet Tunis, död 6 februari 2013 i El Menzah, guvernementet Tunis, var en tunisisk advokat och politiker. 
Chokri Belaïd var en av förgrundsfigurerna inom oppositionsalliansen Folkfronten, som var ett alternativ till islamistiska partier och till den mer högerinriktade oppositionsgrupp som leddes av en tidigare premiärminister.
Belaïd  hade starkt kritiserad de styrande islamisterna och hotades flera gånger till livet, av bland andra imamer. Han sköts ihjäl med två skott utanför sitt hem den 6 februari 2013. Dagen innan han dödades varnade han för försök att driva landet mot en "spiral av våld".